# Lofing
Lofing est une localité du département de Dano, dans la province d’Ioba (région du Sud-Ouest) au Burkina Faso. En 2006, cette localité comptait 1 212 habitants dont 54% de femmes.